# Sitkanska smreka
Sitkanska smreka (lat. Picea sitchensis) vrsta je drveća iz porodice Pinaceae.
Kora je svijetlosmeđa i izbrazdana, kasnije postaje siva. Pupovi su jajoliki i svjetlosmeđe boje. Iglice su kratke, svjetlozelene s dvjema svjetlim prugama na donjoj strani. Muški cvat je svijetložuti, malen i jajolik, a ženski je svijetlocrven, sjedi na vrhu krune. Češeri su kratki i valjkastog oblika. Prvo su svijetlozeleni, zatim smeđe i svjetlo žućkasto-smeđe boje. Sjemenke su krilate. Korijen ima široki i snažni glavni korijen i brojne postrane korijenčiće. 
U prirodi raste na zapadu Sjeverne Amerike, tj. od Aljaske do Kalifornije. Prilagođena je klimi s puno oborina i jakim vjetrovima te siromašnim tlima. Ne podnosi zasjenu. Često raste na šljunčanim obalama uz rijeke. Raste u šumama s običnom američkom duglazijom, golemom tujom, Lawsonovim pačempresom i drugim vrstama.
Najviše živo stablo sitkanske smreke visoko je 96.7 m, i nalazi se u Parku "Prairie Creek State Redwoods Park" u Kaliforniji.  Postoje samo tri vrste drveća u svijetu s višim stablima: obalna sekvoja, eukaliptus i obična američka duglazija.  Sitkanska smreka ubraja se među deset vrsta drveća najvećeg volumena i opsega stabala.

## Galerija
- Najveće stablo sitkanske smreke.
- Sitkanska smreka na Aljaski.
- Iglice
- Iglice i češer